# جون فارنزورث هال
جون فارنزورث هال (بالإنجليزية: John Farnsworth Hall)‏ هو موزع أسترالي، ولد في 11 أغسطس 1899، وتوفي في 15 يونيو 1987.

## وصلات خارجية
- جون فارنزورث هال على موقع ميوزك برينز (الإنجليزية)